# كونراد إيكهوف

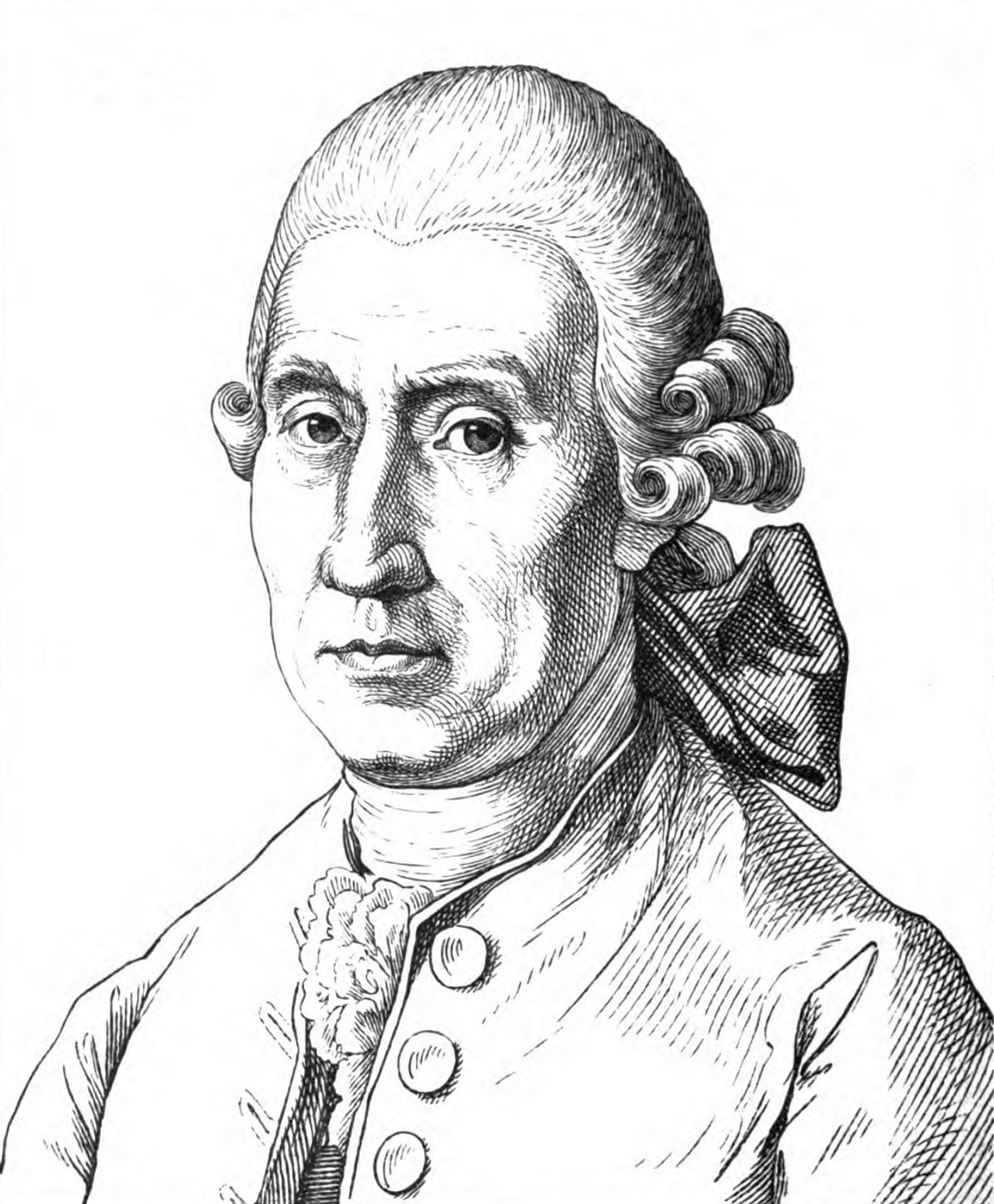
كونراد إيكهوف

كونراد إيكهوف (Hans Conrad Dietrich Ekhof) أو هانس كونراد ديترش إيكهوف (12 أغسطس 1720 في هامبورغ - 16 يونيو 1778) كان ممثلا ألمانياً.
كان إيكوف يعتبر في حياته كأب لفن التمثيل الألماني، كان منذ عام 1740 عضواً في مختلف المسارح. في عام 1764 ذهب إلى كونراد إيرنست أكيرمان إلى هامبورغ وحاول الاشتراك في إنشاء مسرح وطني، وبالفعل أنشأ عام 1753 في مدينة شفيرين أول أكاديمية تمثيل ألماني.